# Crassula lanceolata
Crassula lanceolata är en fetbladsväxtart. Crassula lanceolata ingår i släktet krassulor, och familjen fetbladsväxter.

## Underarter
Arten delas in i följande underarter:
- C. l. denticulata
- C. l. lanceolata
- C. l. transvaalensis